# Savannah (piroveliero)
La Savannah fu un piroveliero a ruote statunitense, dotata di sistemi di propulsione mista, cioè a vela e/o a vapore.
Costruita nel 1818 dalla Speedwell Ironworks, nel New Jersey, raggiunse una certa fama in quanto fu la prima nave a vapore ad attraversare l'Oceano Atlantico, impresa che riuscì a compiere tra il maggio ed il giugno 1819. A dispetto della storica traversata, la Savannah non ebbe successo commerciale e fu riconvertita in nave a vela poco dopo il ritorno dall'Europa.
La nave salpò infatti dal porto di Savannah (Georgia) il 22 maggio 1819, agli ordini del comandante Moses Rogers, e approdò a Liverpool, in Inghilterra, il 20 giugno, utilizzando i motori a vapore per parte del viaggio.
La Savannah fu infine demolita dopo aver riportato danni allo scalo per aver toccato il fondale poco profondo al largo di Long Island, nel 1821. Dopo il suo viaggio pionieristico, nessun altro vapore americano avrebbe solcato la stessa rotta per almeno trent'anni.

## Costruzione
Savannah era stata originariamente costruita come nave staffetta presso l'arsenale newyorkese Fickett & Crocker. Mentre la nave in costruzione si trovava ancora in secca, il comandante Moses Rogers riuscì a persuadere la Scarborough & Isaacs, una ricca società di armatori originaria di Savannah, ad acquistare il vascello, convertirlo in nave a vapore e cercare di guadagnare prestigio inaugurando il primo servizio transatlantico a vapore.
In seguito, quindi, alla nave furono aggiunti il motore a vapore e le ruote a pale ai lati, pur mantenendo le vele. L'installazione delle macchine fu supervisionata dallo stesso Moses Rogers, mentre il cognato Steven Rogers controllava la preparazione dello scafo e del sartiame.

## Caratteristiche
La compagnia Allaire Iron Works di New York costruì il cilindro, mentre gli altri componenti del motore della Savannah ed i componenti della trasmissione furono costruiti dalla Speedwell Ironworks in New Jersey. Il motore a bassa pressione erogava una potenza di 90 cavalli vapore ed era di tipo inclinato ad azione diretta, dotato di un cilindro da circa 1 metro di diametro e 1,52 metri di corsa. Le dimensioni dei macchinari erano enormi per l'epoca e, dopo il varo, Moses Rogers ebbe difficoltà a trovare una caldaia adatta, rifiutandone molte prima di installarne una in rame prodotta dallo specialista Daniel Dod. Le ruote a pale in ferro battuto poste alla bisogna ai due lati fuoribordo (quindi amovibili), presentavano un diametro di 4,9 metri, con 8 pale per ruota. Come combustibile, il vascello trasportava 75 tonnellate di carbone e 90 metri cubi di legname.
Visto che la nave era troppo piccola per portare molto combustibile, si decise di utilizzare il motore solo in acque tranquille, dove le vele erano incapaci di fornire una velocità superiore a 4 nodi. Per ridurre la probabilità di trascinarle sul fondo e rovinarle quando non erano in uso, le pale erano collegate da catene, e non da barre, al resto della nave, permettendo all'equipaggio di tirarle a bordo ed appoggiarle sul ponte. Per lo stesso motivo, le protezioni delle ruote erano costruite da tela attaccata ad un telaio in metallo che poteva essere ritirato al momento del bisogno. L'intero processo di protezione delle ruote non richiedeva più di 15 minuti. La Savannah è stata l'unica nave che si conosca ad applicare questo accorgimento.
Lo scafo ed il sartiame della Savannah erano infine stati costruiti secondo i dettami del comandante Steven Rogers, poi responsabile della navigazione a vela. La nave era praticamente uguale ad una normale nave a vela, se si eccettua l'assenza del royal mast e dei royal. Rapporti dell'epoca riportano che l'albero maestro era stato posizionato molto più a poppa che nelle normali navi, per consentire l'alloggiamento del motore e della caldaia.

### Interni
La Savannah era stata dotata di 32 cuccette per i passeggeri, ognuna in cabine separate, con il reparto per le donne completamente distinto da quello per gli uomini. Furono approntati anche tre saloni dotati di ogni comfort, con tappeti importati, tende, arazzi e specchi. L'interno delle cabine era spazioso e confortevole e fu descritto come più simile a quello che si vedeva sugli yacht che sulle navi diligenza.

## Inizio carriera
Quando si diffuse la notizia che la Savannah era stata pensata per il servizio transatlantico, si guadagnò il soprannome di bara a vapore negli ambienti newyorkesi e per Moses Rogers divenne impossibile assoldare un equipaggio in città. Fu costretto a fare rotta verso la Contea di New London nel Connecticut, dove godeva di una salda reputazione di comandante competente, e trovò un numero sufficiente di marinai.
La Savannah effettuò con successo un viaggio di prova di due ore nel New York Harbor per testare il motore lunedì 22 marzo 1819. La domenica successiva, alle ore 10 del mattino, la nave salpò per il suo viaggio inaugurale da New York a Savannah. Il mattino seguente, la nave avviò il motore per la prima volta alle ore 11, ma lo ritirò dopo mezz'ora quando il mare mosso consigliava di passare alla vela. La destinazione fu raggiunta il 6 aprile, dopo aver utilizzato il motore per 41 ore e mezza su un totale di 207 ore di navigazione. Anche se arrivò alle 4 del pomeriggio, una folla festante di persone lo attendeva in porto.

### Il presidente USA a bordo

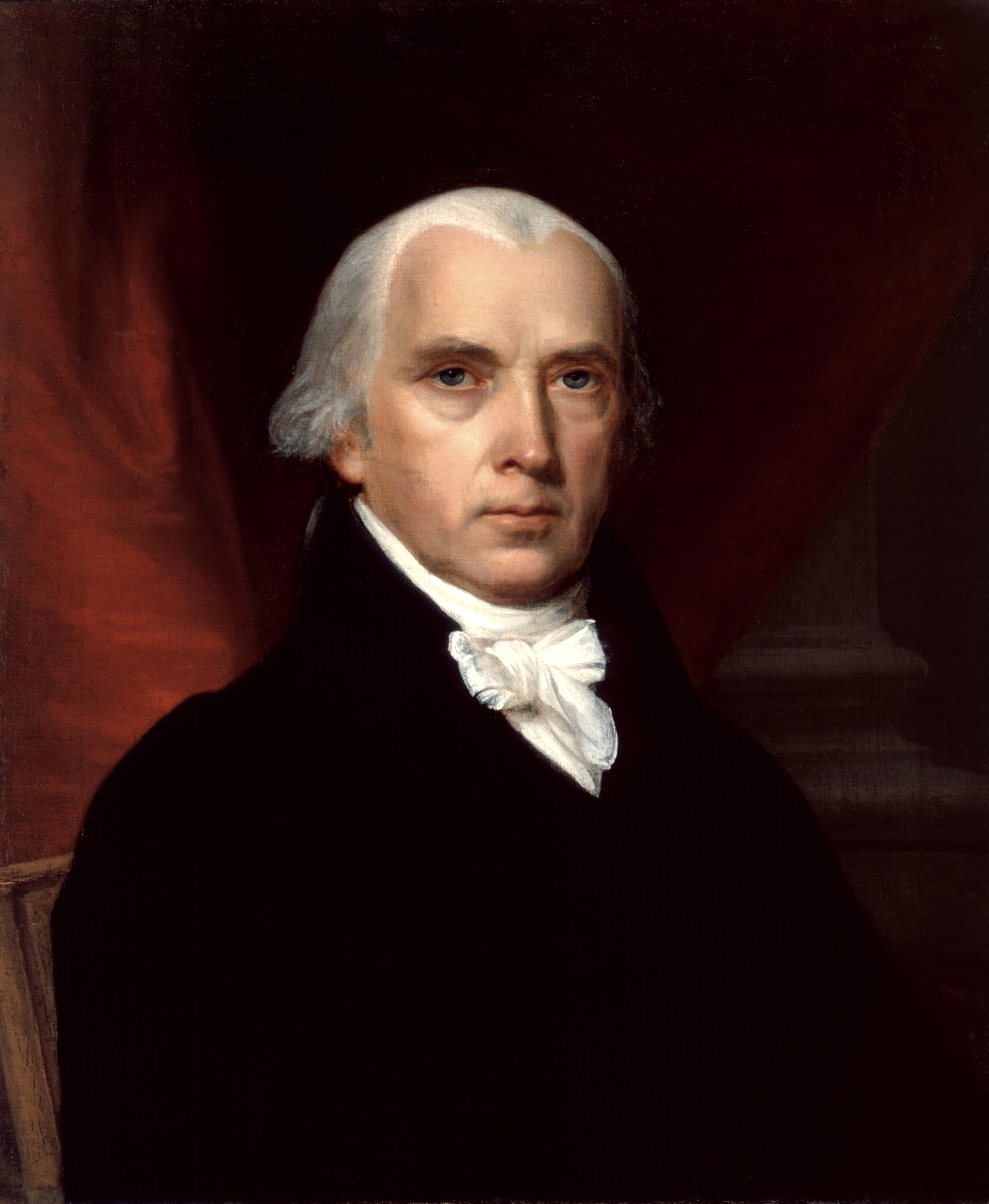
Il presidente James Madison partecipò ad una crociera sulla Savannah prima della storica partenza

Pochi giorni dopo l'arrivo al porto di Savannah, il presidente degli Stati Uniti James Madison, giunse in visita alla vicina città di Charleston in Carolina del Sud, all'interno di un programma di ispezione di arsenali, fortezze ed opere pubbliche in generale su tutta la East Coast. Venuto a conoscenza dell'evento, il proprietario della Savannah William Scarborough ordinò a Rogers di fare rotta verso Charleston per invitare il presidente a fare ritorno a Savannah a bordo del vapore.
La Savannah salpò a vapore verso Charsleston il 14 aprile e, nonostante una sosta durata un'intera notte presso il faro di Tybee Island, giunse a Charleston in due giorni. L'invito di Scarborough fu spedito, ma in seguito alle pressioni delle autorità locali, che volevano impedire che il presidente lasciasse la South Carolina a bordo di una nave georgiana, decise di rinviare l'invito. Il 30 aprile quindi, la Savannah fece vapore verso la base ancora una volta, giungendovi in 27 ore.
Il 7 e l'8 maggio, la nave si rifornì di carbone, ed il giorno 11 il presidente Madison mantenne la promessa e giunse in città per salire a bordo. Dopo i benvenuti di rito, la Savannah fece rotta alle 8 del mattino per il faro di Tybee, dove giunse alle 10:30, e ripartì per tornare in città alle 11. Madison, che pranzò a bordo, espresse entusiasmo per l'idea di Scarborough di avviare una nave americana al primo servizio transoceanico a vapore della storia. Fu inoltre impressionato dai macchinari ed invitò l'armatore a portare la nave a Washington dopo il ritorno dall'Europa, in modo che il Congresso potesse ispezionarla e valutare l'ipotesi di acquistarla per utilizzarla come incrociatore contro i pirati che infestavano le acque di Cuba.

## La storica traversata dell'Atlantico
Nei giorni successivi alla partenza di Madison, l'equipaggio, con Moses Rogers al comando e Steven Rogers come primo ufficiale, completò i preparativi per la traversata dell'Atlantico. Il 15 maggio la nave ruppe gli ormeggi a causa di un groppo, ma non vi furono danni, se si eccettuano quelli, di piccola entità, alle ruote a vapore.
Gli armatori della nave fecero il possibile per assicurarsi passeggeri e merci da trasportare in Europa, ma nessuno voleva rischiare la vita o gli averi su una nave così innovativa. Un annuncio di ritardo comparve il 19 maggio sul giornale locale, annunciando la partenza per il giorno successivo. La Savannah, infatti, aveva ritardato la partenza di due giorni dopo che un membro dell'equipaggio, dopo essere ritornato a bordo in stato di ebbrezza, era caduto dalla passerella ed era annegato. Nonostante il ritardo, nessun passeggero si fece vivo e la nave intraprese il suo storico viaggio con un carico esclusivamente sperimentale.

### Il grande viaggio

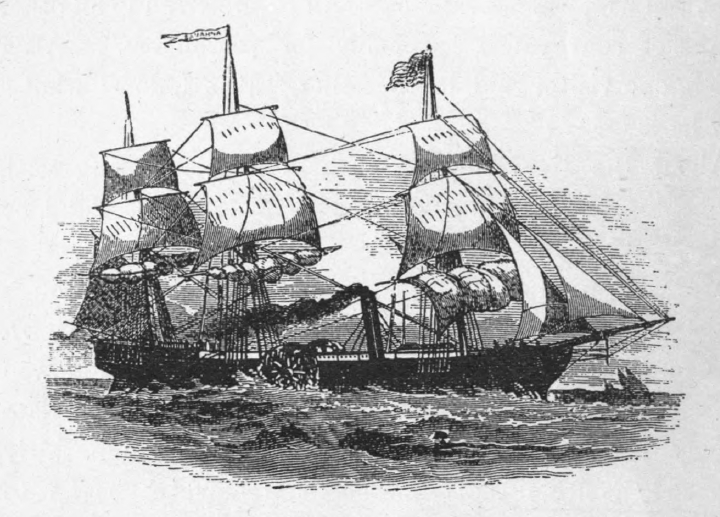
Disegno della Savannah mentre utilizza sia il vapore che il vento

Dopo aver lasciato il porto di Savannah ed aver atteso presso il faro di Tybee per diverse ore, la nave partì per il suo storico viaggio pionieristico alle 5 del mattino di lunedì 24 maggio 1819, alimentata contemporaneamente a vela e a vapore e diretta a Liverpool. Alle 8 circa del primo giorno, le ruote vennero ritirate per la prima volta e la nave continuò spinta dal vento. Diversi giorni dopo, il 29 maggio, lo schooner Contract avvistò un vascello che produceva una voluminosa colonna di fumo e, supponendo che fosse in corso un incendio, lo inseguì per diverse ore senza riuscire a raggiungerlo. Lo skipper dello schooner intuì quindi la verità, cioè che un vascello a vapore stava facendo rotta per l'Europa, ed espresse la sua ammirazione per un orgoglioso monumento alle capacità ed all'intraprendenza yankee.
Il 2 giugno, la Savannah, navigando alla velocità di 9 o 10 nodi, affiancò la nave a vela Pluto. Dopo essere stato informato dell'ottimo funzionamento della nuova tecnologia, l'equipaggio della Pluto salutò la Savannah con tre Hurrà, congratulandosi per il più felice sforzo del genio tecnologico che avesse mai solcato i mari occidentali. L'incontro successivo fu quello del 19 giugno, al largo delle coste irlandesi, con il cutter britannico HMS Kite, che commise lo stesso errore compiuto dalla Contract tre settimane prima, cioè pensò di aver avvistato una nave a fuoco. Non essendo in grado di raggiungere la nave americana, la Kite sparò diversi segnali di pericolo, che spinsero il comandante Rogers ad ordinare l'alt. Il comandante della Kite, riuscito a raggiungere il collega, chiese il permesso di salire a bordo per una ispezione. Concesso il permesso, i marinai britannici si dissero alquanto gratificati dall'aver potuto soddisfare la loro curiosità.
Il 18 giugno, la Savannah, dopo aver esaurito il combustibile, fu preda della bonaccia al largo di Cork, ma il 20 giugno riuscì comunque a raggiungere Liverpool. Centinaia di barche e navi lasciarono il porto per poter osservare da vicino la strana nave, incluso uno sloop-of-war. Un ufficiale di bordo, che era stato in passato un superiore del comandante della navigazione a vela della Savannah, Steven Rogers, fu invitato sul ponte. In seguito la New London Gazette del Connecticut riporterà l'incontro in questi termini:
Avvicinandosi alla città, la Savannah fu salutata dalle molte persone che affollavano i moli ed i tetti delle case. La nave mollò le ancore alle 6 del pomeriggio. Il viaggio era durato 19 giorni ed 11 ore, per un totale di 80 ore di navigazione a motore.

### A Liverpool
Durante la sosta a Liverpool, la Savannah ricevette la visita di migliaia di persone di tutte le classi sociali più importanti, tra le quali ufficiali dell'esercito e della marina ed altre persone "di alto rango ed influenti". Probabilmente riflettendo le incomprensioni ancora presenti tra gli Stati Uniti e l'Impero britannico dopo la guerra del 1812, alcuni uomini insinuarono il sospetto che la Savannah avesse l'intenzione di liberare Napoleone Bonaparte dal suo stato di prigionia a Sant'Elena, missione per la quale il fratello dell'ex imperatore francese, Girolamo Bonaparte, aveva offerto una ricompensa molto consistente.
La Savannah si trattenne a Liverpool per un totale di 25 giorni, durante i quali l'equipaggio raschiò e ridipinse la nave, effettuò dei controlli sul motore e rifornì le riserve di provviste e combustibile. Il 21 luglio la nave abbandonò finalmente la città inglese diretta a San Pietroburgo, in Russia.

### In Svezia
La Savannah raggiunse Elsinore, in Danimarca, il 9 agosto, e l'equipaggio rimase in quarantena per 5 giorni. Il 14 la nave salpò per Stoccolma, in Svezia, prima nave a vapore a solcare il Mar Baltico.
Approdata il 22 agosto, il 28 ricevette la visita del principe di Svezia e Norvegia. Il primo settembre fu organizzata una gita attraverso le isole locali, alla quale parteciparono l'ambasciatore statunitense ed altri suoi pari, oltre ai più importanti cittadini di Stoccolma. Il governo svedese fece anche un'offerta per l'acquisto del vascello, ma Moses Rogers non la giudicò abbastanza alta e la rifiutò. Prima della partenza, il re di Svezia Jean-Baptiste Jules Bernadotte donò a Rogers uno stone and muller, attrezzo simile ai nostri mortaio e pestello, utilizzato all'epoca dagli artisti nella preparazione dei pigmenti.  Il 5 settembre la Savannah salpò in direzione di Kronštadt, in Russia, dove giunse il giorno 9.

### In Russia

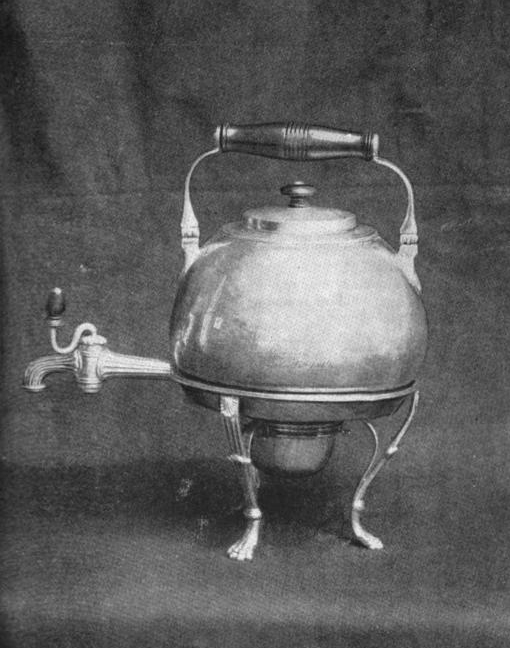
La caffettiera in argento donata da Lord Lynedock a Moses Rogers

A Kronštadt, l'imperatore russo Alessandro I salì sulla Savannah e donò al comandante Rogers un orologio d'oro e due sedie in ferro battuto. Poi la nave salpò per San Pietroburgo, dove giunse il 13 settembre. Nell'intero tragitto da Liverpool a San Pietroburgo fu fatto largo uso del motore della nave, impiegato complessivamente per 241 ore di navigazione.
Molti cittadini importanti di San Pietroburgo accettarono l'invito dell'ambasciatore statunitense in Russia a visitare la nave. Il 18, il 21 ed il 23 settembre la Savannah compì numerose escursioni a vapore tra le acque del porto, dimostrando la sua efficacia a membri della famiglia reale russa ed altri nobili, oltre a ufficiali dell'esercito e della marina zaristi. Anche il governo russo, come precedentemente quello svedese, si offrì di acquistare il vascello, ma ancora una volta Moses Rogers non trovò l'offerta adeguata.
Il 27 ed il 28 settembre, la Savannah fu occupata nel caricare a bordo il carbone e le provviste necessarie a ritornare negli Stati Uniti. Prima della partenza, il nobiluomo inglese Lord Lyndoch, che aveva viaggiato sulla nave da Stoccolma a San Pietroburgo, fece dono al comandante ed al suo primo ufficiale Steven Rogers rispettivamente di una caffettiera in argento e di una tabacchiera dorata.

### Ritorno a casa
Il 29 settembre la Savannah ripartì alla volta di Kronštadt per la prima tappa del viaggio verso l'America. Dopo aver fatto i conti per diversi giorni con il maltempo nella città baltica, dove perse un'àncora ed un cavo d'ormeggio, la nave salpò il 10 ottobre spinta a vapore alla volta di Copenaghen, in Danimarca, giungendovi il 17. Qui la Savannah si affidò ad un rimorchiatore che la trainò ad Arendal, sulla costa norvegese, per tentare l'attracco.
Di lì la nave riprese la rotta attraverso l'Atlantico, dove incontrò bufere e mare mosso praticamente per tutta la durata del viaggio, e quindi il motore non poté essere impiegato fino al ritorno in acque territoriali americane. Il viaggio attraverso l'oceano durò così 40 giorni. La Savannah risalì quindi il Savannah River a vapore e giunse sana e salva nella città della Georgia alle ore 10 del 30 novembre, sei mesi ed 8 giorni dopo essere partita..

## Avvenimenti successivi

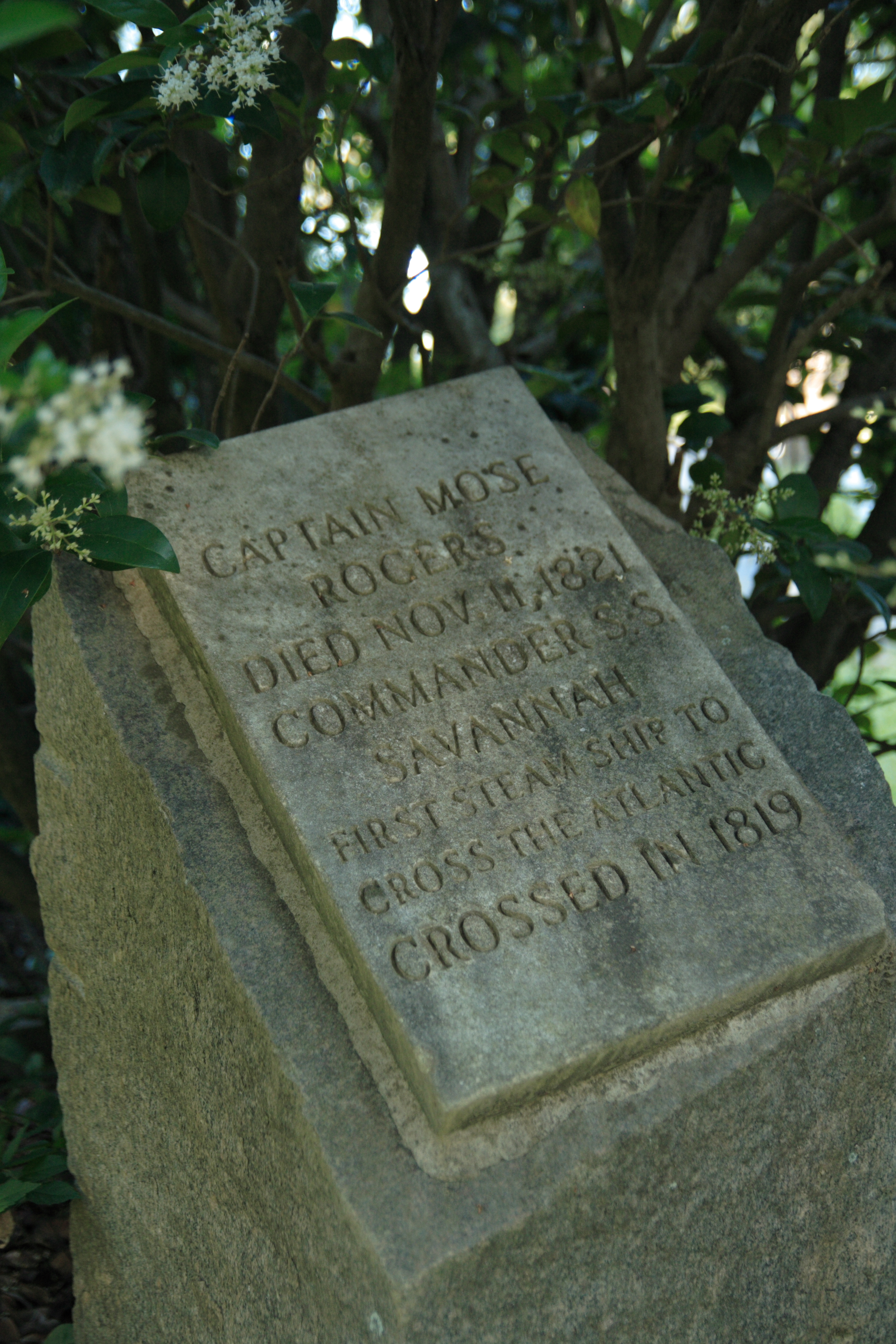
La lapide del comandante Rogers a Cheraw (Carolina del Sud)

La Savannah rimase in porto fino al 3 dicembre, quando partì alla volta di Washington, dove giunse il giorno 16. Poi, nel mese di gennaio del 1820, la città di Savannah fu colpita da un violento incendio, che danneggiò pesantemente il distretto finanziario della città. La società proprietaria della Savannah, la Scarborough and Isaacs, risentì gravemente dell'accaduto, e fu costretta a vendere la nave.
Il motore a vapore fu rimosso e rivenduto per la cifra di 1600 dollari alla Allaire Iron Works, la compagnia che l'aveva costruito. Il cilindro fu conservato dal proprietario della fabbrica, James P. Allaire, e fu poi esposto alla New York Crystal Palace Exhibition del 1856. La nave, invece, dopo la rimozione del motore fu usata come diligenza da New York a Savannah, prima di incagliarsi e di conseguenza essere demolita a Long Island il 5 novembre 1821.
La Savannah aveva provato che una nave a vapore era in grado di attraversare l'oceano, ma l'opinione pubblica non era ancora preparata a credere alla convenienza di questo tipo di propulsione in mare aperto, ed il grande spazio occupato dal motore e dal carbone a bordo lo rendeva per l'epoca decisamente antieconomico.. Sarebbero passati circa 20 anni prima che delle navi a vapore iniziassero dei servizi regolari tra l'Europa e l'America, e prima che una nave americana lo facesse, nel 1847, ne passarono addirittura 30.

## Nella cultura di massa
- Un racconto umoristico del viaggio apparve in alcune pubblicazioni del XIX secolo.

When the fire and smoke were first seen, an English Admiral sent his cutter to the relief of what he thought was a ship on fire. The more the gallant tars strove to reach the burning vessel to rescue its people, the more they would not be rescued, but kept puffing right along like the devil, which it was thought to be, going straight to Liverpool, where it created a commotion from thence to Johnny Groat’s house.
On learning that it was not the devil’s boat, or that his majesty was not aboard, the British Admiralty took possession of it and held it for weeks, fearing that it was to be used in rescuing England’s terror, the Great Napoleon, from St. Helena. The English nation was as much afraid of Bonaparte [sic], and prayed as earnestly for deliverance from him then, as their Continental neighbors formerly prayed to be delivered from the Turk, the Devil, and the Comet»
Quando furono avvistati il fuoco e il fumo, un ammiraglio inglese inviò una lancia in soccorso di quella che pensava essere una nave in fiamme. Più i coraggiosi si sforzarono di raggiungere il vascello in fiamme per salvare i suoi occupanti, più si resero conto che li avrebbero salvati, ma lasciati sbuffare come il diavolo, che pensavano essere, fino all'arrivo a Liverpool dove crearono commozione fino alla casa di Johnny Groat.
Una volta appreso che non si trattava della nave del diavolo, o che lui non era a bordo, l'ammiragliato britannico prese possesso della nave e la tenne per settimane, temendo che sarebbe stata usata per liberare lo spauracchio dell'Inghilterra, il Grande Napoleone, da Sant'Elena. L'Inghilterra era molto spaventata da Bonaparte e pregava per la liberazione da lui come i suoi vicini nel continente pregavano per la liberazione dai Turchi, dal Diavolo, e dalla Cometa.»
(The South.  (ristampato in The Corvallis Gazette, 14 gennaio 1876.))
- La nave nucleare NS Savannah è stata chiamata così in onore della SS Savannah.